# Pselliophora taprobanes
Pselliophora taprobanes är en tvåvingeart som först beskrevs av Walker 1848.  Pselliophora taprobanes ingår i släktet Pselliophora och familjen storharkrankar.
Artens utbredningsområde är Sri Lanka. Inga underarter finns listade i Catalogue of Life.